# Manoir de la Ville Dan (Guillac)
Le manoir de la Ville Dan est un édifice situé à Guillac en France.

## Localisation
Le manoir est situé sur le territoire de la commune de Guillac, au lieu-dit la Ville Dan, dans le département du Morbihan en région Bretagne.

## Description
Le manoir actuel date du XVIe siècle. Logis de plan rectangulaire comportant deux corps de même hauteur, d'époques différentes. La structure du corps de bâtiment le plus ancien, a été modifiée, entraînant des reprises de baies en façade et le recoupement d'une cheminée par un plancher ; l'escalier de ce corps n'est pas conservé. Charpente à trois fermes de type "upper-cruck" avec poinçon, entrait retroussé et liens de contreventement. Le corps de logis de gauche, à une pièce par niveau, comporte un sous-sol ; sur la façade arrière, un appentis, percé d'une bouche à feu, abrite un escalier à vis sans jour desservant l'étage et indirectement l'étage de l'autre corps de logis. Cette partie se caractérise par un appareil plus soigné, des fenêtres plus grandes et des cheminées à décor Renaissance. Charpente du même type que sur le logis principal. Édifice à un étage carré,  élévation à travée, construit en moellon sans châine en moellons de granite et de schiste, toiture à longs pans couverte d'ardoises, pignon couvert.

## Historique
En 1479, la Ville Dan appartient à Even Paneto. Lors de la réformation (recensement de la noblesse) de 1513, le manoir est mentionné à Nicolas Paneto, seigneur de la Guermanière, qui le tenait de son père Guillaume Paneto "homme de bas état". Au XVIIe siècle, la Ville Dan passe à la famille Morice "qui fournit tout une dynastie de notaires et arpenteurs du comté de Porhoët". Au cours du XVIIIe siècle, la Ville Dan passe par mariage à Joseph Baron puis, en 1781, il échoit par héritage à Olivier-Mathurin Baron, petit-fils de la dernière fille Morice, qui s'installe en 1795 comme notaire à Ploërmel, laissant l'exploitation à un métayer. Le manoir a été construit pendant la première moitié du XVIe siècle en deux campagnes rapprochées, le corps de logis nord étant le plus ancien. Les dépendances, dont une chapelle et une enceinte, sont détruites. L'ensemble est en cours de restauration.
Il est inscrit à l'inventaire général du patrimoine culturel.